# Kabwe
Kabwe je hlavní město Centrální provincie v Zambii. V roce 2010 ve městě žilo 202 914 obyvatel. Do roku 1966 se město jmenovalo Broken Hill. Město bylo založeno roku 1902 díky objevení zásob olova a zinku. Kabwe bylo centrum politického dění v koloniální době a je považováno za kolébku moderní zambijské politiky. Je to důležité dopravní a těžební centrum. Město se nachází v nadmořské výšce 1182 m.

## Historie
Jméno Kabwe nebo Kabwe-Ka Mukuba znamená ruda. Město bylo založeno evropskými a australskými zlatokopy roku 1902 a bylo pojmenováno Broken Hill podle města Broken Hill v Novém Jižním Walesu v Austrálii. Důl byl největší v zemi po třicet let do počátku 30. let 20. století, kdy byl překonán doly v Copperbeltu. Vedle olova a zinku zde v menším probíhala těžba stříbra, manganu a těžkých kovů jako kadmium, vanad nebo titan. V roce 1921 byla v dole objevena lebka člověka rhodéského (Homo rhodesiensis).
Díky své poloze ve středu země a dobrému dopravnímu spojení po železnici se roku 1960 na Mulungushi Rock of Authority severovýchodně od města konalo shromáždění strany United National Independence Party (UNIP). Jednalo se o první konferenci této nově vzniklé strany vedené Kennethem Kaundou mimo dohled koloniální vlády. Strana UNIP započala zambijské národní hnutí. Na Mulungushi Rock of Authority se v 60. letech 20. století konalo několik důležitých shromáždění, a tak je považováno za kolébku samostatnosti Zambie.

## Doprava

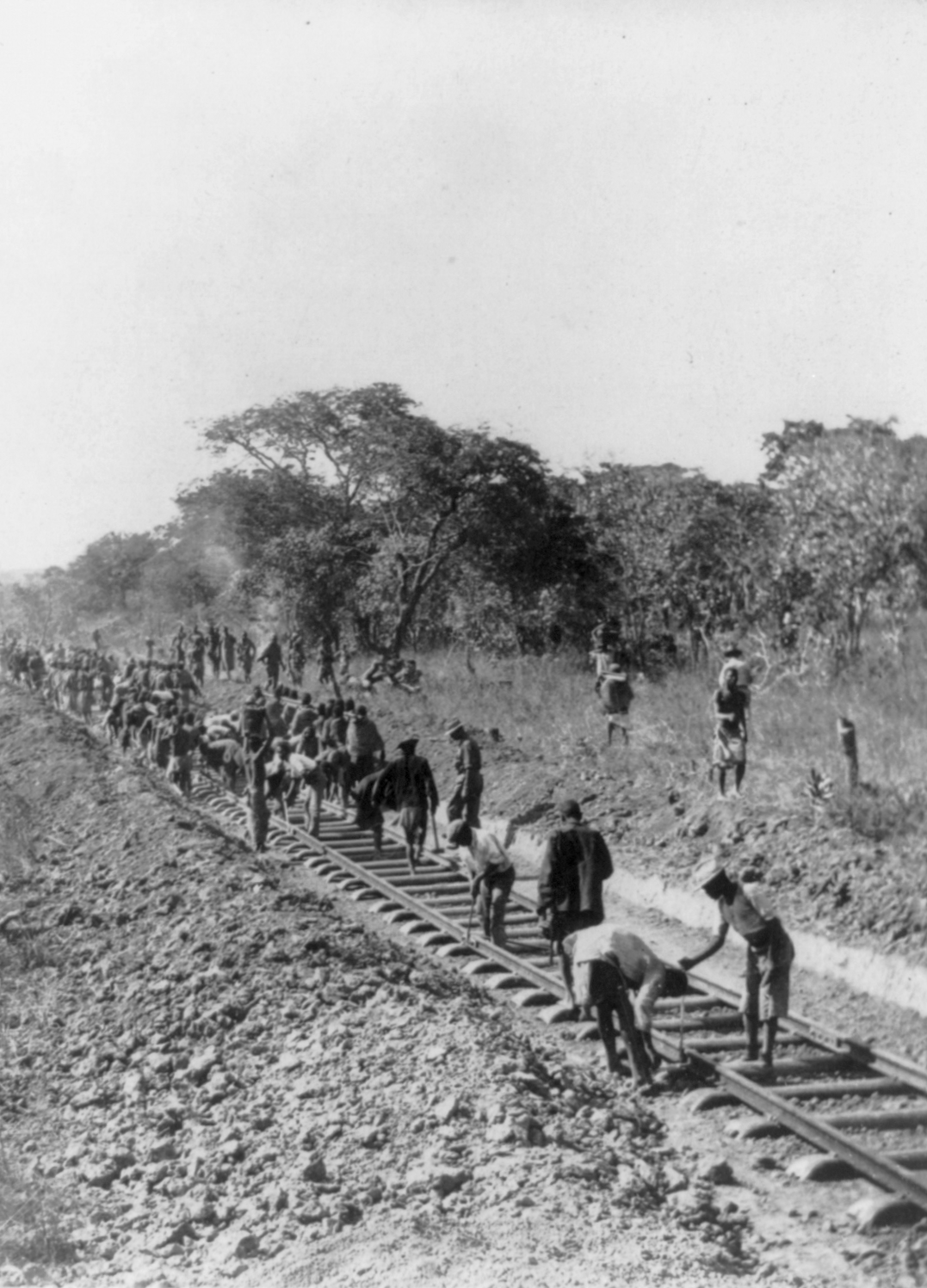
Stavba železnice společnosti Rhodesia Railways nedaleko Kabwe okolo roku 1906

První železnice v zemi, provozovaná společností Rhodesia Railways, dosáhla dolu Broken Hill v roce 1906. Město se tak stalo významným železničním uzlem. Železnice byla druhým největším zaměstnavatelem po dolech. Ve městě byla zřízena opravna kolejových vozidel. V roce 1909 byla železniční trať prodloužena do Ndoly v Copperbeltu.
Odbory železničářů hrály významnou roli v politice země. V koloniální době, kdy Afričané neměli volební právo a vládla politika rasové segregace, bylo město sídlem Roye Welenskyho, ředitele Rhodesia Railway Workers Union, který se později stal premiérem Federace Rhodesie a Ňaska. Opoziční silou jeho organizace byla Northern Rhodesia Railway Trade Union vedená Dixonem Konkolou, která též sídlila v Kabwe.
V současnosti je Kabwe sídlem Zambia Railways. Počet zaměstnanců železnice se však rapidně snížil.
Kabwe leží na hlavní železniční trati mezi Lusakou a Copperbeltem a na Great North Road, která spojuje Lusaku s Mpulungu.

## Hospodářství
Uzavření dolů v Kabwe znamenalo ekonomický úpadek. V Kabwe se v 80. letech 20. století nacházela textilní továrna čínských investorů, ale na začátku roku 2007 byl tento závod jako ztrátový uzavřen.
V Kabwe dále působí farmaceutická továrna, mlýny, čistička vod, závody na vyzrňování bavlny a zpracovávání kůže.
Východně od města se nachází hydroelektrárny na vodní nádrži Mulungushi, Mita Hills a vodopádech na řece Lunsemfwa, které byly vystavěny na výrobu elektrické energie pro město a doly.

## Podnebí
| Kabwe – podnebí                                        | Kabwe – podnebí | Kabwe – podnebí | Kabwe – podnebí | Kabwe – podnebí | Kabwe – podnebí | Kabwe – podnebí | Kabwe – podnebí | Kabwe – podnebí | Kabwe – podnebí | Kabwe – podnebí | Kabwe – podnebí | Kabwe – podnebí | Kabwe – podnebí |
| Období                                                 | leden           | únor            | březen          | duben           | květen          | červen          | červenec        | srpen           | září            | říjen           | listopad        | prosinec        | rok             |
| ------------------------------------------------------ | --------------- | --------------- | --------------- | --------------- | --------------- | --------------- | --------------- | --------------- | --------------- | --------------- | --------------- | --------------- | --------------- |
| Nejvyšší teplota [°C]                                  | 32,4            | 31,5            | 32,6            | 33,0            | 31,5            | 30,4            | 29,6            | 33,4            | 36,3            | 38,6            | 37,5            | 34,1            | 38,6            |
| Průměrné denní maximum [°C]                            | 27,0            | 27,0            | 27,0            | 26,5            | 25,2            | 23,7            | 23,5            | 26,1            | 29,8            | 31,3            | 29,8            | 27,3            | 27,0            |
| Průměrná teplota [°C]                                  | 21,1            | 21,0            | 20,7            | 20,0            | 17,8            | 15,9            | 15,9            | 18,4            | 22,1            | 24,1            | 23,0            | 21,3            | 20,1            |
| Průměrné denní minimum [°C]                            | 17,3            | 17,4            | 16,5            | 14,4            | 11,4            | 13,1            | 8,7             | 10,9            | 14,5            | 17,1            | 17,6            | 17,5            | 14,7            |
| Nejnižší teplota [°C]                                  | 10,1            | 11,9            | 11,3            | 8,2             | 5,9             | 3,0             | 3,4             | 3,6             | 4,4             | 8,9             | 12,6            | 9,4             | 3,0             |
| Průměrné srážky [mm]                                   | 234,4           | 179,4           | 100,6           | 27,5            | 4,4             | 0,1             | 0,0             | 0,1             | 0,7             | 18,1            | 91,2            | 251,2           | 907,7           |
| Maximální srážky [mm]                                  | 404,1           | 326,8           | 312,9           | 137,7           | 36,6            | 2,8             | 0,0             | 2,4             | 8,8             | 67,3            | 256,1           | 459,5           | 2 015           |
| Dní s deštěm                                           | 20              | 16              | 11              | 3               | 0               | 0               | 0               | 0               | 0               | 2               | 10              | 19              | 81              |
| Zdroj: National Oceanic and Atmospheric Administration |                 |                 |                 |                 |                 |                 |                 |                 |                 |                 |                 |                 |                 |

## Životní prostředí

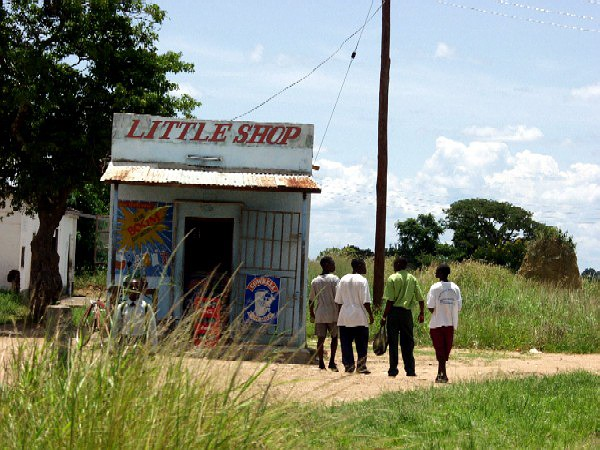
Obchod se smíšeným zbožím v Kabwe

Důl, který zabírá plochu 2,5 km² asi 1 km jihozápadně od centra města, je již uzavřen, ale některé kovy jsou dosud dobývány z hald. Dle studie organizace Pure Earth se město Kabwe řadí mezi deset nejvíce znečištěných míst na světě především kvůli hlušině z rudy těžkých kovů, která ohrožuje zdroje pitné vody. Další průzkumy indikují, že obsah olova v krvi dětí z Kabwe je alarmující, přestože se s těžbou již přestalo.

## Cestovní ruch

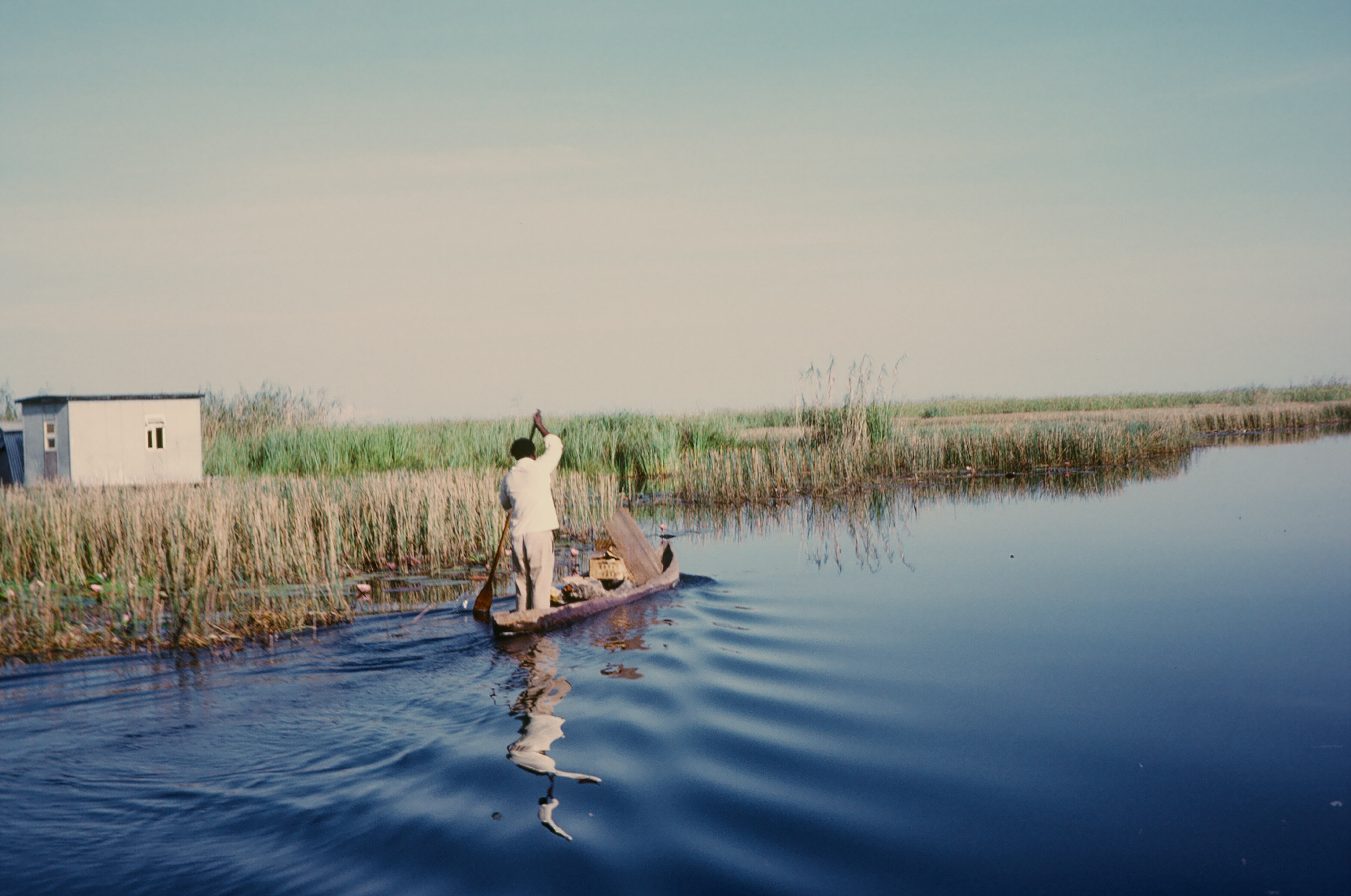
Rybář na loďce v bažinách Lukanga

V okolí Kabwe se nacházejí oblasti s turistickým potenciálem, které však nejsou rozvinuty, ačkoliv jejich umístění v blízkosti Lusaky a tamějšího mezinárodního letiště je výhodné. Mezi tyto oblasti se řadí;
- bažiny Lukanga: oblast s divokou zvěří asi 50 km západně od Kabwe.
- údolí řek Mulungushi a Lunsemfwa: tyto dvě řeky tečou západním koncem riftového údolí řeky Luangwa asi 50 km jihovýchodně od Kabwe. Do této oblasti nevede žádné kvalitní silniční spojení.

## Sport
Ve městě na Stadioně Godfreye 'Ucara' Chitala 107 sídlí fotbalový klub Kabwe Warriors FC, je zde golfové hřiště a na nedaleké vodní nádrži Mulungushi působí vodácký klub.

## Školství
Ve městě se nachází několik univerzit: Univerzita Mulungushi, Univerzita Nkrumah a Univerzita Kwame Nkrumah. Dále se zde nacházejí tyto instituty a školská zařízení: Mukobeko Trades Training Institute, Kabwe Institute of Technology, National Fire Fighting Services Training School a King George National college.

## Nehoda autobusu
7. února 2013 se nedaleko Kabwe střetl autobus se dvěma osobními automobily. Při srážce zemřelo 51 lidí. Tato dopravní nehoda se řadí k největším neštěstím v historii zambijské silniční dopravy.

## Osobnosti
- Wilbur Smith (* 1933 – 2021), britský spisovatel
- Michael Norgrove (1981 – 2013), britský boxer
- Emmanuel Mayuka (* 1990), zambijský fotbalista
- Emmanuel Mbola (* 1993), zambijský fotbalista